# Victoria Embankment Gardens

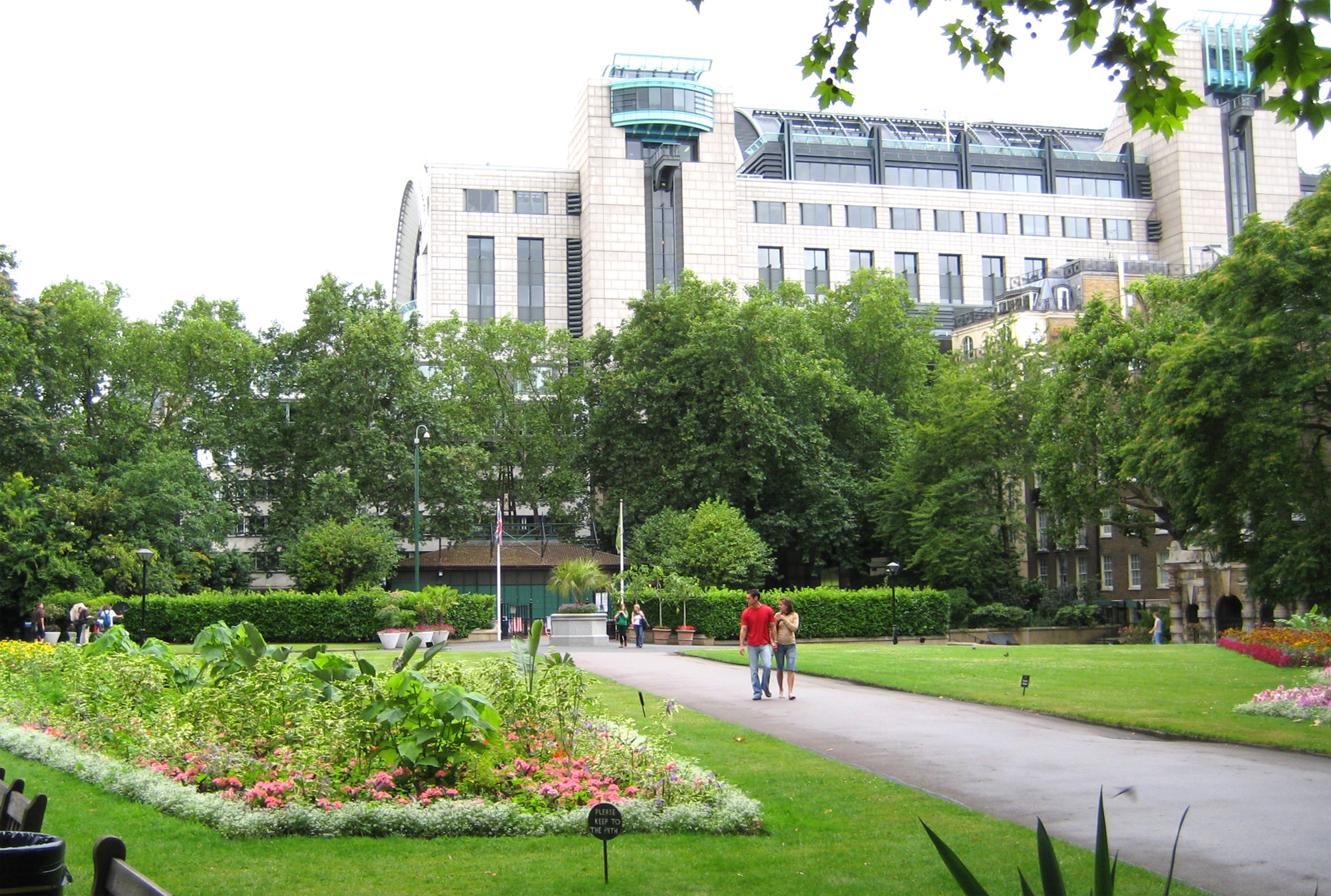
Victoria Embankment Gardens e la Stazione di Charing Cross

I Victoria Embankment Gardens (in italiano traducibile come: I giardini dell'argine Vittoria) sono una serie di giardini sita sulla sponda nord del Tamigi tra il ponte Blackfriars Bridge e il ponte Westminster Bridge a Londra.

## Storia
Tra il 1865 e il 1870 venne costruito il Victoria Embankment da Sir Joseph Bazalgette. Nel 1874 vennero creati i giardini sul terreno creato restringendo il corso del Tamigi. Erano divisi in quattro sezioni, Temple Garden ad est, Main Gardens ad ovest (in principio noti come Adelphi Gardens) e due altre sezioni a sud sulla riva del Tamigi. I giardini sono oggi sotto il controllo della City of Westminster.

## Struttura
I giardini sono completamente recintati e aperti durante l'orario stabilito. Aprono alle 07:30 tutto l'anno, ma chiudono in orari diversi, dalle 16:30 durante i mesi più freddi alle 21:30 al culmine della stagione estiva. Tutti i giardini hanno sentieri in ghiaia che sono ben allineati con le sedi indicate soprattutto dei memoriali. Il giardini che danno sul fiume sono fiancheggiati da alberi centenari, prati erbosi e aiuole e nei giorni caldi i lavoratori dei vicini uffici consumano in essi il cibo nella pausa pranzo, sia seduti sui sedili che sull'erba.

### Statue
Nella sezione di Temple vi sono dei monumenti a Isambard Kingdom Brunel e John Stuart Mill. Nella sezione principale vi sono dei memoriali a Sir Arthur Sullivan, Robert Burns, Sir Wilfred Lawson, Robert Raikes e all'Imperial Camel Corps. Nella sezione sud vi sono memoriali a Sir James Outram, Generale Gordon, Air Marshal Lord Trenchard e il Chindit Memorial che commemora anche Orde Wingate.
Anche se non proprio una statua, vi è una meridiana di acciaio inossidabile nel giardino principale sotto il Savoy, dedicata a Richard D'Oyly Carte.

### Altre strutture
Nel giardino principale c'è una caffetteria, aperta nei periodi più caldi, e un palco per la musica dove si svolgono concerti ogni giorno nei mesi di giugno e luglio. Le sedie all'interno sono a pagamento ma i concerti possono essere facilmente ascoltati al di fuori sui sedili dei vialetti. Il York Water Gate è adiacente all'ingresso di Villier Street. Questo segna la sponda originaria del Tamigi, che ora si trova a 135 metri di distanza. I servizi igienici pubblici sono al di fuori dell'ingresso dei giardini vicino alla stazione della metropolitana.